# Zelo
Na mitologia grega Zelos (em grego: Ζῆλος, "zelo") é o deus da rivalidade, da grandeza e do entusiasmo, já que ele e seus irmãos estão ligados a guerra. Ele é o furor da guerra, filho da oceânide Estige e do titã Palas. Seus irmãos são Nice, Bia e Cratos.
Ele, sua mãe e seus irmãos lutaram ao lado de Zeus na Titanomaquia. Os filhos de Estige foram recompensados, fazendo parte do séquito de Zeus.